# Amalie Winther Olsen
Amalie Winther Olsen née le 12 janvier 1994, est une coureuse cycliste professionnelle danoise.

## Palmarès sur piste

### Championnats nationaux
- 2016
  -  Championne du Danemark de poursuite
  - 2e de la vitesse
  - 3e de la course aux points
  - 3e du scratch
  - 3e de l'omnium
- 2017
  -  Championne du Danemark de vitesse
  - 2e de la course aux points
  - 2e du scratch
  - 3e de la poursuite
  - 3e de l'omnium
- 2018
  -  Championne du Danemark du scratch
  -  Championne du Danemark de course aux points
  - 2e de la vitesse
  - 3e de l'omnium
- 2019
  -  Championne du Danemark de poursuite
  -  Championne du Danemark de course aux points
  - 2e du scratch
  - 2e de l'omnium
- 2023
  -  Championne du Danemark de course à l'américaine

### Autres
- 2017
  - Madison à Oberhausen
  - 2e du Madison à Öschelbronn
- 2019
  - 2e du Madison à Six Day Hong Kong